# Municipio de Pavia
El municipio de Pavia (en inglés: Pavia Township) es un municipio ubicado en el condado de Bedford en el estado estadounidense de Pensilvania. En el año 2000 tenía una población de 325 habitantes y una densidad poblacional de 5.7 personas por km².

## Geografía
El municipio de Pavia se encuentra ubicado en las coordenadas 40°14′30″N 78°33′29″O / 40.24167, -78.55806.

## Demografía
Según la Oficina del Censo en 2000 los ingresos medios por hogar en la localidad eran de $35,000 y los ingresos medios por familia eran $38,750. Los hombres tenían unos ingresos medios de $25,000 frente a los $21,250 para las mujeres. La renta per cápita para la localidad era de $16,115. Alrededor del 9,1% de la población estaban por debajo del umbral de pobreza.